# Sveta Waldetruda
Sveta Waldetruda (fra.: Waudru, niz.: Waldetrudis; Cousolre, oko 612. – Mons, 9. travnja 688.), opatica i svetica.

## Životopis
Rođena je u Cousolreu, u Francuskoj 619. godine. Bila je kći plemića Walberta I. i sestra svete Adelgunde. Udala se za svetog Vinka Madelgara i rodila četvero djece, četvero svetaca: svetu Adeltrudu, svetu Madalbertu, svetog Landrika i svetog Dentelina. Kada je sa sedam godina umro Dentelin, obitelj se razišla te je svaki član stupio u jedna samostan. Waldetruda je kasnije utemeljila samostan Sastrilocus u Monsu, koji je po Waltrudi kasnije nazvan "Ste Waudru".
Proglašena je sveticom, a spomendan joj se slavi 9. travnja. Prikazuje se kao opatica koja plašetom zakriva svoje četvero djece.